# Gmina Skælskør
Gmina Skælskør (duń. Skælskør Kommune) była w latach 1970–2006 (włącznie) jedną z gmin w Danii w okręgu zachodniej Zelandii (Vestsjællands Amt). 
Siedzibą władz gminy było miasto Skælskør. 
Gmina Skælskør została utworzona 1 kwietnia 1970 na mocy reformy podziału administracyjnego Danii. Po kolejnej reformie w 2007 r. weszła w skład gminy Slagelse.
Gmina związana była umową partnerską w Polsce z gminą Karlino w powiecie białogardzkim, województwie zachodniopomorskim.

## Dane liczbowe
- Liczba ludności: (♀ 5941 + ♂ 6035) = 11 976
  - wiek 0-6: 7,8%
  - wiek 7-16: 13,4%
  - wiek 17-66: 62,5%
  - wiek 67+: 16,3%
- zagęszczenie ludności: 70,4 osób/km²
- bezrobocie: 7,4% osób w wieku 17-66 lat
- cudzoziemcy z UE, Skandynawii i USA: 104 na 10 000 osób
- cudzoziemcy z krajów Trzeciego Świata: 227 na 10 000 osób
- liczba szkół podstawowych: 6 (liczba klas: 65)